# РТ-70
Радиотелескоп РТ-70 (П-2500) — радиотелескоп с диаметром зеркала 70 м (отсюда название РТ-70, другое название П-2500 связано с площадью радиотелескопа: 2500 квадратных метров), один из самых больших полноподвижных радиотелескопов в мире.
Первый радиотелескоп этой серии находится на третьей площадке Центра дальней космической связи на побережье Чёрного моря возле села Молочное под Евпаторией в Крыму (построен в 1978 году с передатчиком в 200 кВт), второй расположен в посёлке Галёнки Приморского края (В 90-х и 00-х годах у телескопа было нерабочее состояние из-за разграбления, восстановление началось в 2006 году, сейчас в эксплуатации), третий начали строить в 200 км от Ташкента в 1981 году, но строительство не было завершено в связи с распадом СССР.
Уникален тем, что кроме выполнения обычных радиоастрономических задач, связанных с пассивным наблюдением собственного излучения небесных тел, комплекс включает в себя мощные передатчики 200 кВт, которые позволяли проводить активные космические эксперименты, связанные с излучением в сторону исследуемых объектов мощных электромагнитных потоков с последующим анализом принятых сигналов — в мире было несколько таких радаров, в их числе АДУ-1000 в Евпатории, Аресибо в Пуэрто-Рико (США), Голдстоунский в Калифорнии (США) и РТ-70 в Евпатории. Сейчас в рабочем состоянии де-факто остался только Голдстоунский — мощность передатчика в Евпатории упала до 50 кВт из-за деградации оборудования и пока планов восстановления передатчика нет.
Обладает кодом 255 (Evpatoria) в списке обсерваторий Центра малых планет.

## Конструкция

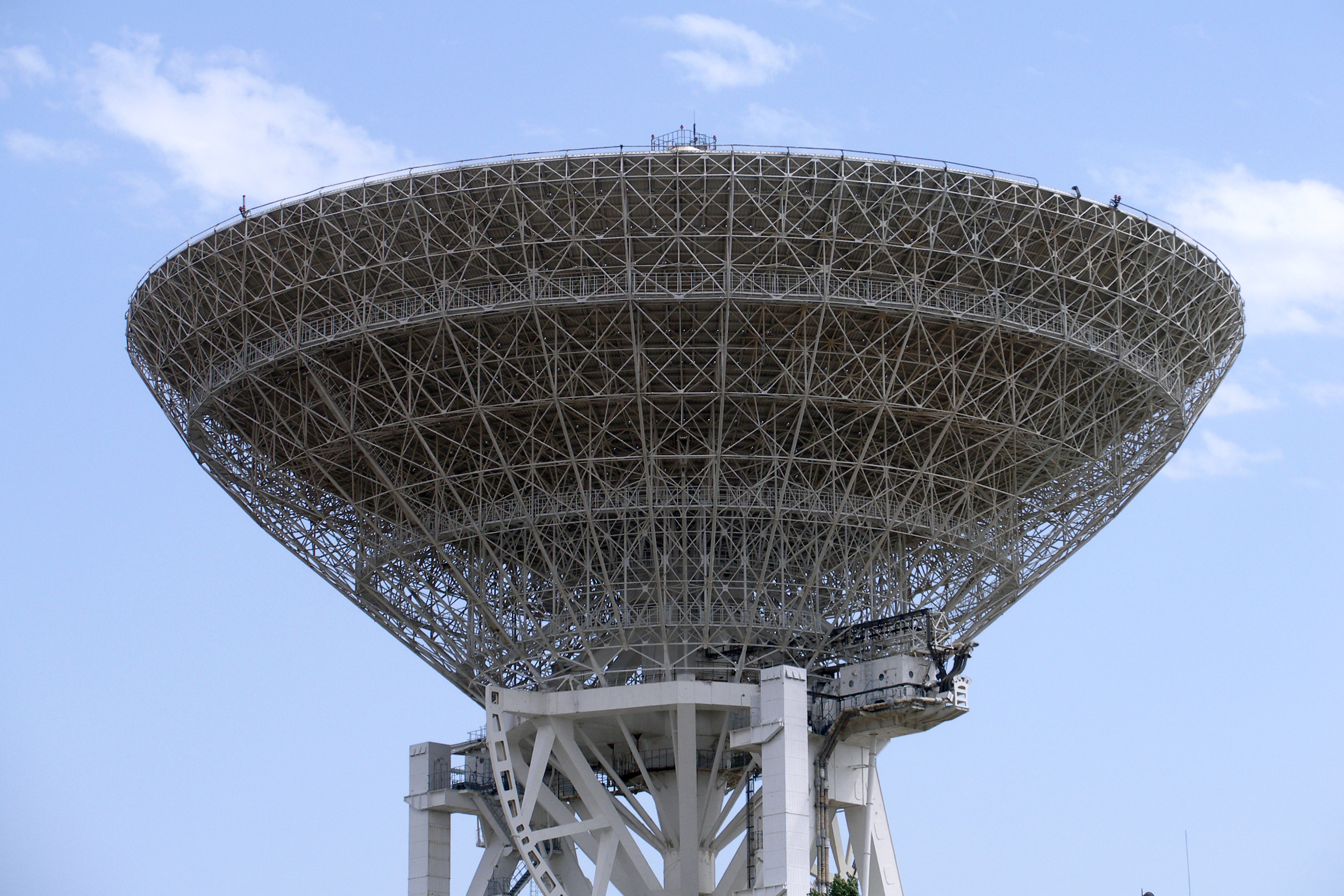
Главное зеркало антенны. В антенне используется квазипараболическое зеркало.

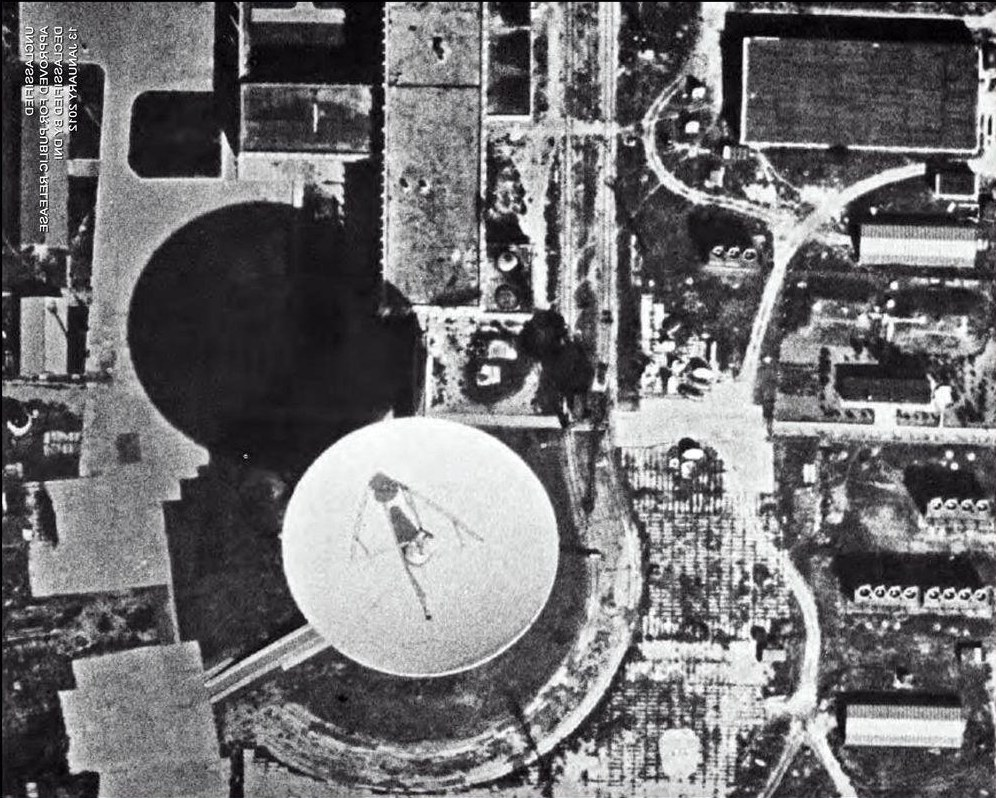
П-2500. Фото получено фотографическим спутником видовой разведки KH-9 Hexagon в 1982 году

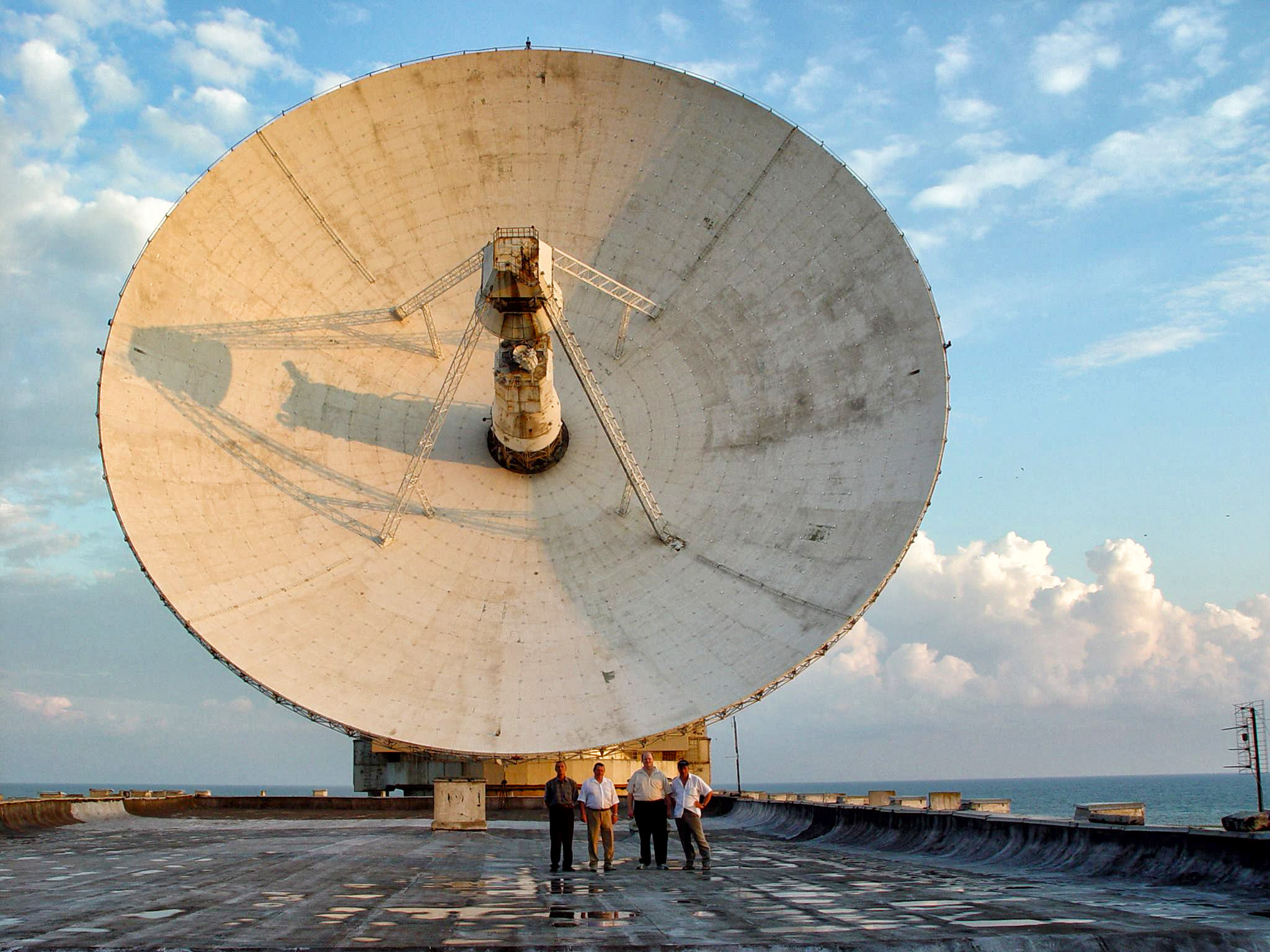
Вид с крыши здания Центра управления в Евпатории. 2001 год.

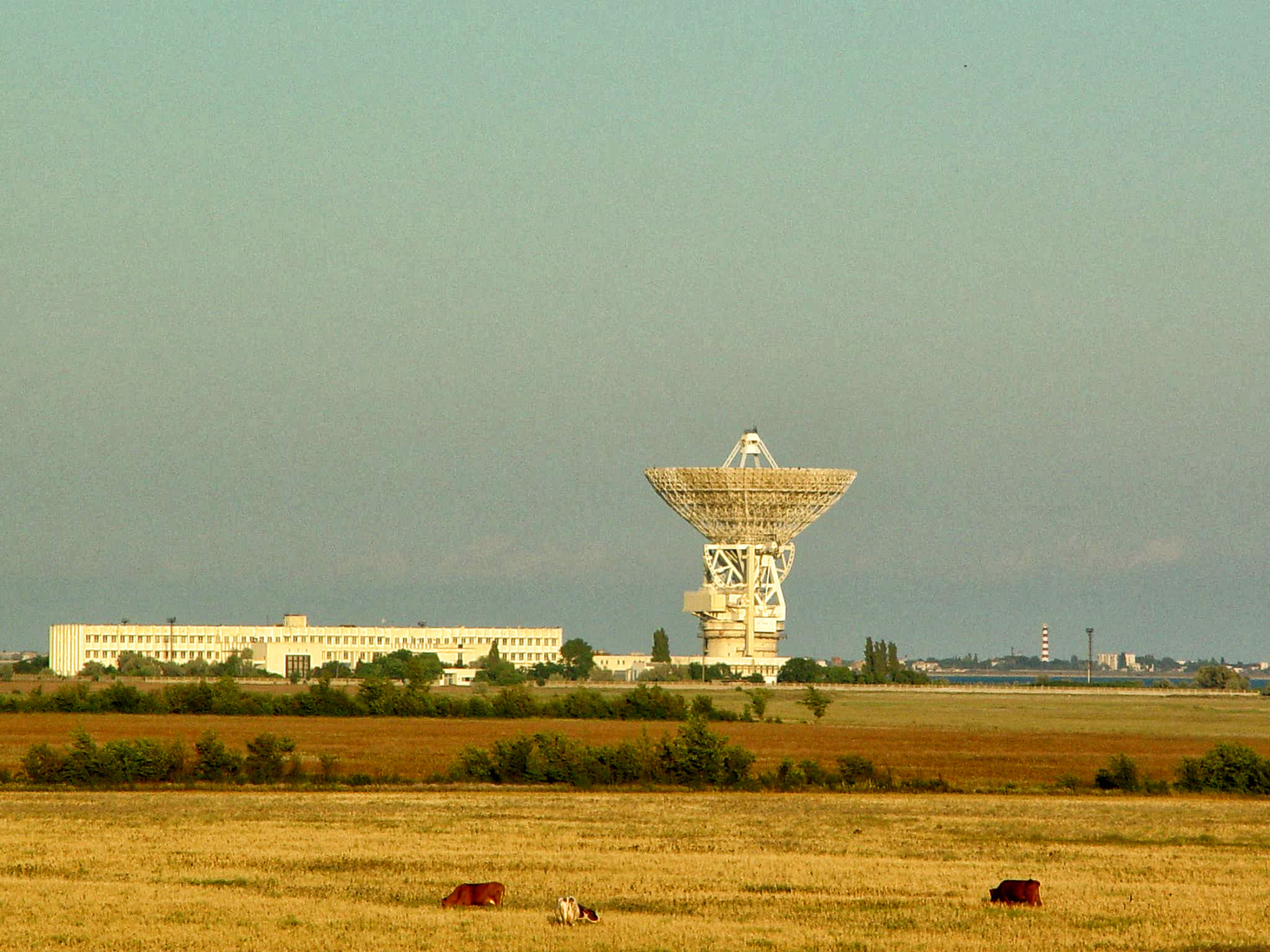
Вид на радиотехнический комплекс с запада. 2001 год.

### Радиотехнический комплекс «Квант-Д»
Состав:
- радиопередающее устройство (РПУ) сантиметрового диапазона «Голиаф»;
- система первичной обработки телеметрической информации С-73; отсутствует
- командная радиолиния С-95; отсутствует
- система радиоконтроля орбиты С-90; отсутствует
- приёмные системы различных диапазонов;
- система единого времени эталонных частот на базе водородных стандартов Ч1-70, Ч1-80.

## Характеристики
Антенное устройство рассчитано на работу в диапазоне длин волн до 8 мм.
тип антенны: двухзеркальная — по системе Грегори
- диаметр основного зеркала — 70 м;
- диаметр вспомогательного зеркала — 7 м;
- высота антенны — 86,36 метра;
- вес подвижной части: ~ 5000 тонн;
- эффективная площадь поверхности антенны:
  - передача — 2000 м² (в диапазоне 39 см) и 2600 м² (в диапазоне 6 см);
  - приём — 2500 м².

антенная система:
- полноповоротная;
- По углу места — от 0 до 90 град[уточнить];
- По азимуту — ± 270 град[уточнить];
- ширина диаграммы направленности — от 2 до 18 угловых минут в зависимости от диапазона частот;
- точность наведения — до 10 угловых секунд.

Скорость движения антенны:
- в режиме скорость «медленная»:
  - по азимуту — от 2,5 угл. с/с до 4 угл. мин/с;
  - по углу места — от 2,5 угл. с/с до 1 угл. мин/с;
- в режиме скорость «быстрая»:
  - по азимуту — от 0,5 до 30 угл. мин/с;
  - по углу места — от 0,5 до 15 угл. мин/с.

Суммарная шумовая температура комплекса в сантиметровом диапазоне: 23 К.
Точность траекторных измерений:
- по дальности — до 20 метров;
- по скорости — до 2 мм/с.

Скорость принимаемой научной информации: до 131 кбит/с.

### Радиопередающее устройство (РПДУ) «Голиаф»
- режим работы — непрерывный;
- несущая частота — 5010 МГц;
- тип модуляции — ЧМ, АМ, ЛЧМ;
- дальность связи до 50 миллиардов километров.
- мощность передающего устройства в СМ диапазонах волн — до 100 кВт при использовании одного усилителя мощности на базе клистрона КУ-342, до 200 кВт при использовании двух усилителей мощности и моста сложения;

## История
Для будущих советских космических программ возможности комплекса «Плутон» были ограничены. Требовался комплекс с большей дальностью связи и скоростью передачи информации. РНИИ КП разработал радиотехнический комплекс «Квант-Д» с высокоэффективной антенной П-2500 с диаметром зеркала 70 м. Основной программой, для которой была создана данная разработка, являлась «Марс». В 1973 году началось строительство. На берегу Чёрного моря недалеко от п. Молочное (Евпатория) был вырыт шестиметровый котлован, в скалистое дно которого были вбиты 1004 сваи — фундамент антенны. Строительство антенны было закончено в 1978 году. Введён комплекс в эксплуатацию в 1980 году.
К программе «Вега-1 и 2» в 1985 году в районе посёлка Галёнки в Приморском крае была построена вторая антенна РТ-70. Эти два радиотелескопа совместно с глобальной РСДБ сетью провели уникальный эксперимент по измерению траекторий полёта аэростатных зондов в атмосфере Венеры. В конце 1980-х годов началось строительство третьей антенны РТ-70 в Узбекской ССР на плато Суффа.
После распада Советского Союза финансирование космической отрасли было резко сокращено. Радиотелескопы оказались в разных странах.

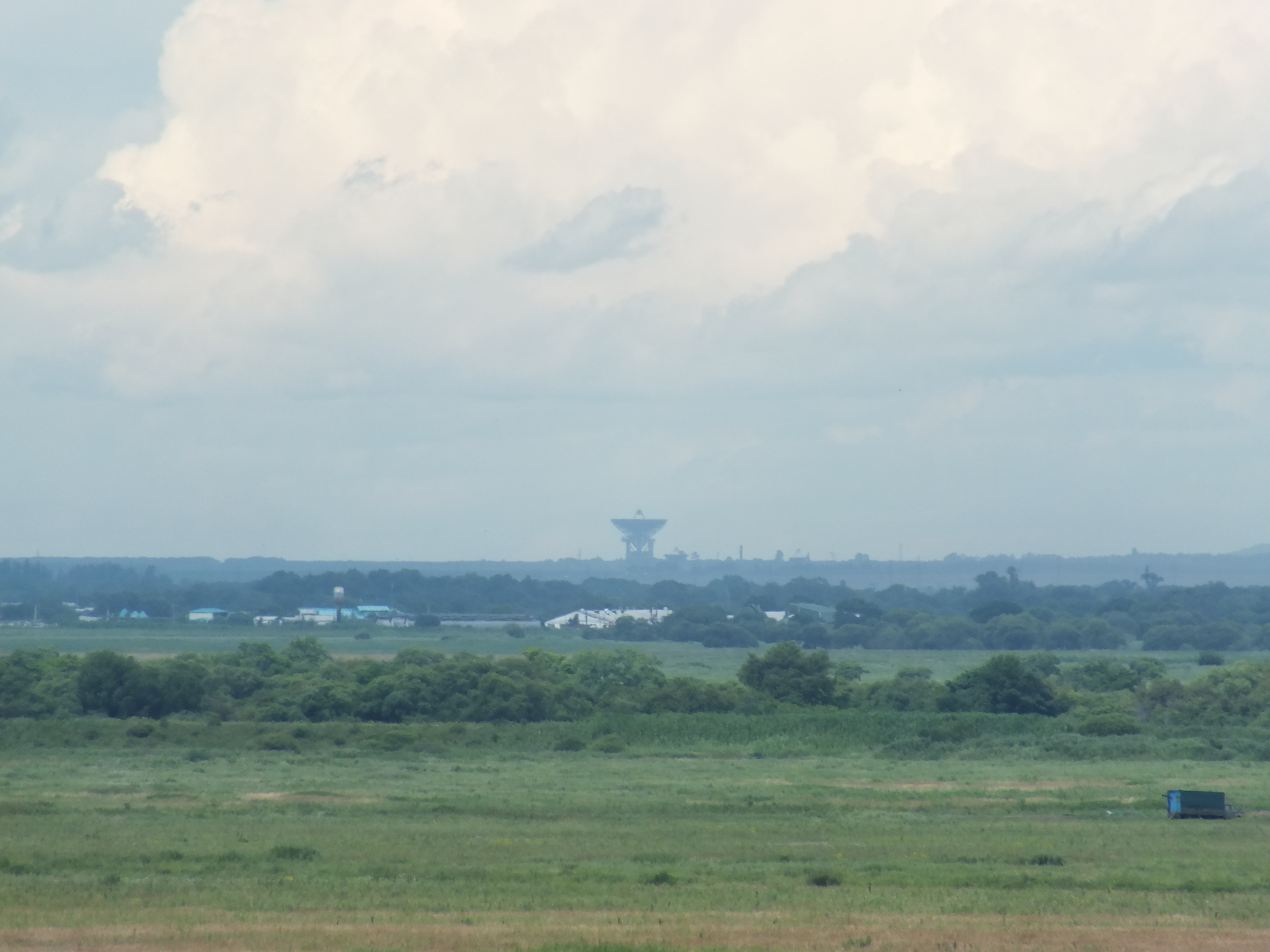
Антенна космической связи у села Галёнки. Вид из окрестностей села Линевичи.

РТ-70 в селе Галёнки в составе Восточного центра дальней космической связи 44°00′57″ с. ш. 131°45′25″ в. д. С 1996 года не работал, но сохранялся в рабочем состоянии вплоть до начала его реконструкции в 2006 году. Оборудование антенны сильно пострадало в период бездействия от высокой влажности (здание не отапливалось) и протекающих крыш.
РТ-70 на плато Суффа в составе Международной радиоастрономической обсерватории «Суффа» 39°37′27″ с. ш. 68°26′51″ в. д. На начало 1990-х годов находился на первых этапах строительства. Перешёл в собственность Узбекистана, был сдан в аренду, а потом продан России. Возобновление строительства планировалось в 2009—2012 гг.
Комплекс требует дефектации, так как простоял в недостроенном состоянии почти 20 лет, и перепроектирования, так как основные системы управления уже успели устареть и должны быть заменены на современные. Стоимость достройки оценивается в 40—50 миллионов долларов.
РТ-70 в Евпатории 45°11′20″ с. ш. 33°11′14″ в. д. К запуску КА Марс-96 антенна телескопа была единственной действующей антенной этого типа. Евпаторийскую антенну спасла международная астрофизическая обсерватория «Гранат», запущенная в 1989 году. Расчётное время работы обсерватории — один год, но обсерватория проработала восемь лет. Украинское правительство практически прекратило финансирование. Работы по управлению обсерваторией напрямую финансировала французская сторона, благодаря чему РТ-70 остался в рабочем состоянии. В этот же период на РТ-70 радиолокационными исследованиями активно занимался А. Л. Зайцев, которому удавалось получить для этого небольшое финансирование от зарубежных партнёров. Помимо измерения расстояния до Венеры, совместно с зарубежными учёными им были проведены исследования трёх астероидов (1992, 1995, 2001 гг.). Также А. Л. Зайцев в 1999, 2001 и 2003 годах руководил проектами отправки с помощью РТ-70 радиопосланий «Cosmic Call» 1999 и 2003 годов, а также «Детского послания».
РТ-70 в Индии В 1990-е годы Индия проявляла большую заинтересованность в строительстве радиотелескопа. Проходили активные переговоры сторон.

### РТ-70 (Евпатория)
Антенная система находится в эксплуатации с декабря 1978 года. Опорно-поворотное устройство и антенная система исправны, находятся в удовлетворительном состоянии. В течение срока эксплуатации ряд аппаратных средств автоматического управления выработал технический ресурс. РПУ «Голиаф» ограниченно годен по причине отсутствия исправных клистронов КУ-342. В 2011 году к изготовлению партии этих клистронов по старым чертежам приступило АО «НПП „Торий“». При этом до 2018 года данным предприятием предполагалась разработка клистрон на 200 кВт непрерывной мощности, в то время как в 2011 году радар работал в режиме сложения мощностей двух усилителей на одну антенну до уровня 160 кВт.

#### Научные задачи
С начала эксплуатации в декабре 1978 года были проведены работы:
- по исследованиям планеты Венера с использованием спускаемых межпланетных станций, «Венера-11» и «Венера-12» при их движении в атмосфере и с поверхности планеты;
- по обеспечению управления автоматическими межпланетными станциями «Венера-13» и «Венера-14», «Венера-15» и «Венера-16». В ходе работ получены первые цветные фотографии поверхности и полная карта поверхности Венеры;
- по исследованиям планеты Венера и кометы Галлея автоматическими межпланетными станциями «Вега-1 и 2»;
- первый в мире РДСБ эксперимент с внеатмосферным радиотелескопом был проведён в 1979 году на станции Салют-6 с 10-метровой антенной радиотелескопа КРТ-10 и РТ-70 в Евпатории[7].
- по исследованиям планет Марс с его спутником Фобос и Меркурия;
- в 1983—1991 гг. обеспечивалось управление орбитальной научной станцией «Астрон», проводившей наблюдения ультрафиолетовых спектров космических объектов;
- в 1988—1989 гг. обеспечивалось управление орбитальными научными станциями «Фобос-1» и «Фобос-2»;
- в 1989—1999 гг. принимал участие в международной программе по исследованию объектов Вселенной с помощью космической обсерватории «Гранат»;
- в 1995—2000 гг. принимал участие в комплексном международном многоспутниковом проекте «Интербол» по изучению солнечно-земных связей и физических процессов происходящих в космической плазме (основной передающей была АДУ-1000, резервными передающими были РТ-70 и П-400)[8];
- в 1999, 2001, 2003, 2008 годах участвовал в проектах радиопосланий внеземным цивилизациям: Cosmic Call 1999, Детское послание, Cosmic Call 2003, AMFE;
- с 1992 г. принимает активное участие в международных радиоастрономических и радиофизических экспериментах по изучению планет солнечной системы, космического мусора, определению параметров движения астероидов (1992 год — астероид (4179) Таутатис, работа совместно с Эффельсбергским радиотелескопом — первые неамериканские радиолокационные наблюдения астероида), их формы и изображения;
- В 1995 г. участвует в совместном изучении тремя радиообсерваториями астероида Голевка, по результатам которого было создано компьютерное изображение астероида:

По предложению А. Л. Зайцева этот астероид получил постоянное имя Гол-Ев-Ка (Gol-Ev-Ka), составленное из первых слогов станций дальней космической связи в Голдстоуне, Евпатории и Касима (Япония), где были приняты эхосигналы от астероида (всего в эксперименте было задействовано 6 станций космической связи, кроме перечисленных выше, это Медвежьи Озёра (Россия), Happelheim (Германия) и Усуда (Япония).
- В 2005 году РТ-70 принимал участие в следующих работах:
  - картографирование небесной сферы;
  - подготовку и передачу сообщения внеземным цивилизациям;
  - радиоинтерферометрия и радиолокация;
  - работа по КА «Марс-экспресс» и «Розетта».

В результате работ:
- измерены динамические ошибки наведения РТ-70 в диапазоне 13 см и 3,5 см;
- выяснено возможности использования антенны ТНА-400 совместно с РТ-70 для бистатической локации объектов ближнего космоса;
- совместно с радиотелескопом УТР-2 проведены одновременные радиоастрономические наблюдения пульсаров в диапазонах 13 см и 3,5 см, 92 см;
- исследование Марса, Луны, астероида (101955) 1999 RQ36, элементов космического мусора в РСДБ-режиме;
- исследование солнечного ветра методом радиопросвечивания;
- наблюдение квазаров методом РСДБ;
- определение угловых координат КА «Марс-экспресс» и «Розетта». Получены радиоотклики от этих аппаратов;
- получены распределения радиояркости остатков вспышек сверхновых звёзд, в диапазоне 3,5/13 см;
- измерены эффективная площадь антенны РТ-70 на частоте 22 ГГц и динамические ошибки наведения;
- впервые обнаружены мелкие фрагменты космического мусора на геостационарных орбитах[9].

С 2 по 9 июля 2006 проводились совместные работы с радиообсерваториями в Симеизе, в России, Италии, Китае по наблюдению астероида 2004 XP14.

#### Современное состояние

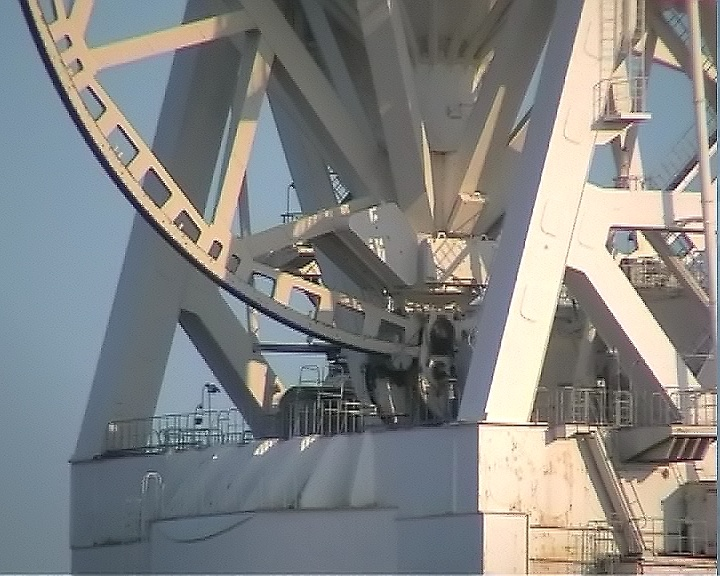
Опорно-поворотное устройство антенны

Для восстановления технического ресурса необходимо проведение модернизации или замены следующих составных частей:
- аналого-цифрового преобразователя АЦП-ВУ-217 с датчиком положения Г-601М;
- вычислительно-управляющего комплекса ВУК-2500;
- комплекта тиристорных электроприводов (КТЭ).

До 2009 года РТ-70 два раза в год использовался в рамках проекта «Астероидная опасность».
В период с 25 по 28 мая 2010 года на радиотелескопе РТ-70 (г. Евпатория) успешно проведён цикл работ по приёму телеметрической информации с КА «Mars-Express».

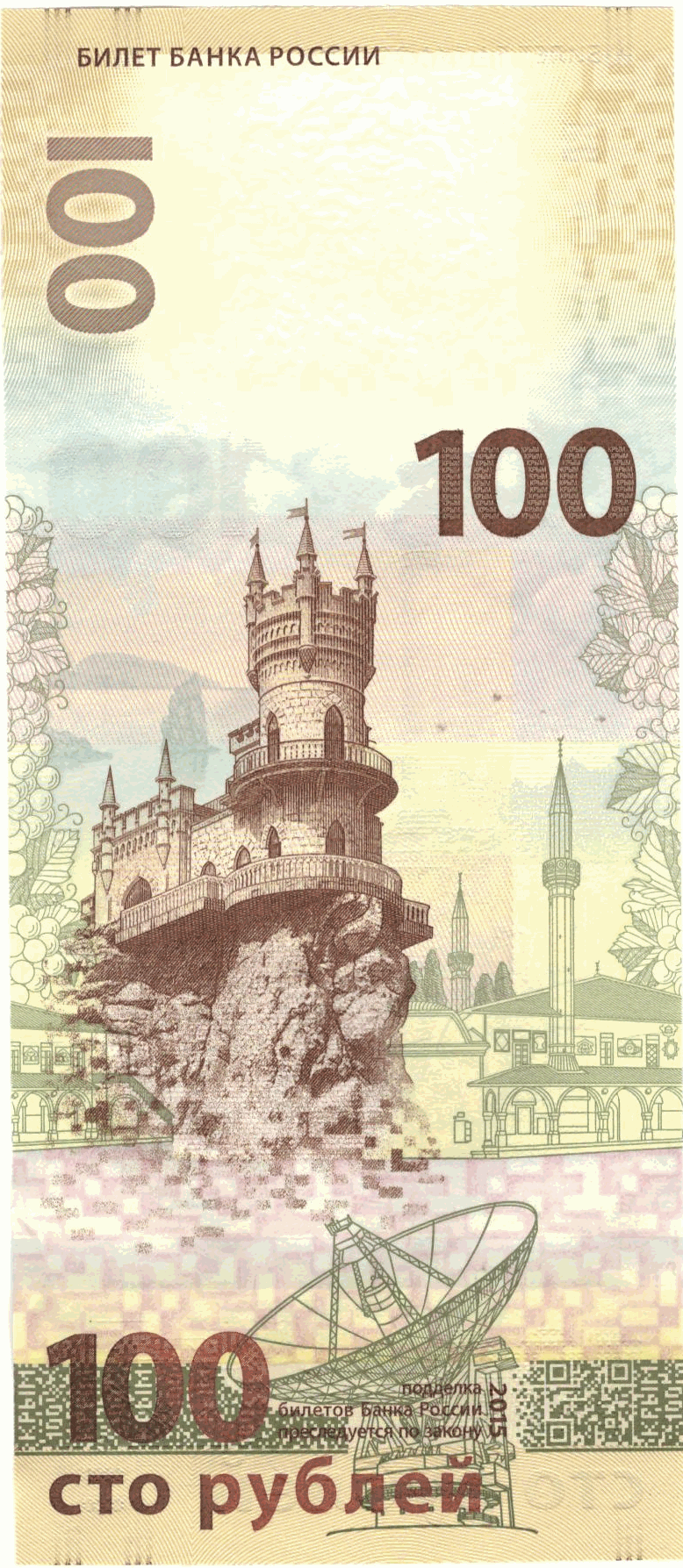
Реверс купюры номиналом 100 рублей с изображением радиотелескопа в нижней части.

24 июня 2010 года решено управлять КА «Фобос-грунт» из Евпатории. Также будет осуществляться управление КА Спектр-РГ.
В 2011—2012 гг. восстановлен мост сложения передатчика «Голиаф», что позволило РТ-70 выдавать излучение мощностью до 200 кВт. В результате этого планетарный локатор получил дополнительные возможности. Летом 2012 года успешно проведены работы по радиолокации планет земной группы.
3 марта 2014 года радиотелескоп временно прекратил работу по программе «Радиоастрон» в связи с событиями в Крыму.
Весной 2014 года радиотелескоп перешёл в ведение Министерства обороны РФ, после чего антенна больше не используется в научной работе.
В 2019 году озвучены планы использования антенн для связи с астрофизической космической обсерваторией «Спектр-РГ».
В апреле-мае 2022 года радиотелескоп впервые с 2014 года было решено привлечь к приему научной информации и телеметрии с орбитальной обсерватории «Спектр-РГ».
Евпаторийский радиотелескоп РТ-70 изображён на памятной банкноте Банка России образца 2015 года номиналом 100 рублей.
Федеральной космической программой России на 2016—2025 годы на модернизацию средств наземного комплекса управления дальними космическими аппаратами будет направлено 1,76 миллиарда рублей. Работы должны быть завершены к 25 ноября 2025 года. В частности опытно-конструкторской работой на тему «Модернизация средств наземного комплекса управления дальними космическими аппаратами в обеспечение решения всех задач управления отечественными дальними космическими аппаратами в период до 2025 года до ввода в строй перспективных наземных средств управления» предусмотрена модернизация АС П-2500Е «Евпатория»:
- Изготовление составных частей командно-измерительной системы (КИС) «Клен-Д» и АС П-2500Е «Евпатория». Дата окончания выполнения работ — 25 ноября 2019 года.
- Изготовление, монтаж, автономные испытания (АИ) комплексов средств автоматизации мониторинга, технического обслуживания и ремонта (КСА МТОР) на базе антенной системы (АС) П-2500Е «Евпатория». Корректировка рабочей конструкторской документации (РКД) и сертификация КСА МТОР на базе АС П-2500Е «Евпатория». Дата окончания выполнения работ — 25 ноября 2022 года.
- Изготовление, монтаж, АИ аппаратно-программных средств комплексирования (АПСК) на базе АС П-2500Е «Евпатория». Корректировка РКД и сертификация АПСК на базе АС П-2500Е «Евпатория». Дата окончания выполнения работ — 24 ноября 2023 года.
- Изготовление, монтаж на АС, АИ наземного радиотехнического комплекса (НРТК) «Юпитер-М-70» на базе модернизированной для работы в Х-диапазоне АС П-2500Е «Евпатория». Корректировка РКД и сертификация НРТК «Юпитер-М-70» на базе модернизированной для работы в Х-диапазоне АС П-2500Е «Евпатория». Дата окончания выполнения работ — 24 ноября 2023 года.
- Изготовление составных частей, монтаж, АИ многофункциональной антенной сети наземных радиотехнических комплексов (МАС-НТРК) на базе П-2500Е «Евпатория». Дата окончания выполнения работ — 30 июня 2025 года.

### РТ-70 (Галёнки)
На комплексе РТ-70 (Галёнки) за период 2006—2012 гг. проведён ряд работ по его реконструкции и переходу на цифровую технику:
- полностью заменены электросиловые привода на современные комплекты тиристорных электроприводов;
- заменён пульт подготовки антенной установки (АУ) и управления (электросиловым приводом (ЭСП) в ручном и полуавтоматических режимах на современный цифровой;
- заменён вычислительно-управляющий комплекс;
- смонтированы современные приёмопередающие комплексы в C и X-диапазонах, новые облучатели для этих диапазонов;
- заменена система охлаждения криоблоков малошумящих усилителей облучателей;
- смонтирован цифровой блок управления поворотной-зеркальной системой;
- начата установка и тестирование новой системы измерения и коррекции деформаций главного и вспомогательного зеркал;
- заменён привод вспомогательного зеркала на современный цифровой;
- почти закончен монтаж оборудования ИПА РАН под проведение РСДБ-измерений;
- произведена юстировка главного и вспомогательного зеркал, что позволило существенно поднять среднеквадратичное отклонение (СКО) и эффективную площадь зеркал.

Начиная с 2011 года использовался для связи с космическим радиотелескопом «Спектр-Р». Антенну планируется использовать по ближайшим космическим программам «Луна-Глоб» и «Спектр-РГ».
В 2012—2014 гг. были частично проведены работы по модернизации отражающей поверхности главного зеркала и контррефлектора антенны для работы в Ku и Ka-диапазонах, что, возможно, позволит антенне участвовать в программе «Спектр-Миллиметрон».

### РТ-70 (Суффа)
По состоянию на 2014 год, со слов академика Николая Кардашёва, построена примерно половина обсерватории, но строительство приостановлено из-за недостатка финансирования.
По состоянию на 2016 год РФ и Узбекистан совместно достраивают телескоп. Степень его готовности оценивается в 40 %.

## Перспективные направления применения РТ-70
- Применение РТ-70 в проектах Европейского космического агентства «Марс-экспресс» и Российского космического агентства «Фобос-грунт», «Спектр РГ», «Спектр-Р»[25].
- Автономные радиоастрономические исследования на РТ-70 галактических и внегалактических объектов в непрерывном излучении.
- Радиоинтерферометрия с сверхдлинными базами в локальных и глобальных радиоинтерферометрических сетях.
- Наземно-космическая радиоинтерферометрия.
- Радиолокация космических объектов в режиме моностатического локатора.
- Радиолокация космических объектов с использованием РСДБ-методов.
- Просвечивание солнечной короны, солнечного ветра, межпланетного пространства радиосигналами космических аппаратов дальнего космоса.
- Астрометрия, навигация, координатно-временное обеспечение.